# Novostankuvata, Dobrovelîcikivka
Novostankuvata (în ucraineană Новостанкувата) este un sat în comuna Ternove din raionul Dobrovelîcikivka, regiunea Kirovohrad, Ucraina.

## Demografie
Componența lingvistică a localității Novostankuvata
     Ucraineană (90,95%)
     Rusă (4,74%)
     Română (4,31%)
Conform recensământului din 2001, majoritatea populației localității Novostankuvata era vorbitoare de ucraineană (90,95%), existând în minoritate și vorbitori de rusă (4,74%) și română (4,31%).